# Maillé (Vienne)
Maillé é uma comuna francesa na região administrativa da Nova Aquitânia, no departamento de Vienne. Estende-se por uma área de 12,32 km². Em 2010 a comuna tinha 667 habitantes (densidade: 54,1 hab./km²).